# Ocyptamus fasciatus
Ocyptamus fasciatus är en tvåvingeart som beskrevs av Roeder 1885. Ocyptamus fasciatus ingår i släktet Ocyptamus och familjen blomflugor. Inga underarter finns listade i Catalogue of Life.